# Lethic
Lethic — ботнет, созданный для рассылки спама. В июне 2011 года был ответственен за 3,1 % от всего спама в Интернете (1 824 416 511 сообщений в день или 1 266 956 в минуту), тогда же его размер был равен 230—340 тыс. устройств. Наибольшее число заражений этим ботнетом произошло в Южной Корее, России и Индии (14 % и по 10 % соответственно).
В начале января 2010 года командно-управляющие серверы Lethic были отключены совместными усилиями фирмы Neustar и интернет-провайдерами, однако приблизительно через месяц ботнет возобновил свою работу.